# Lucia Pasquale
Lucia Pasquale (Bisceglie, 4 gennaio 1995) è una velocista italiana, specializzata nei 400 metri piani, che correndo con la staffetta 4x400 metri ha rappresentato l'Italia agli Europei indoor di Belgrado 2017.

## Biografia
Inizia a praticare atletica nel 2008 all'età di 13 anni (categoria Ragazze).
Già al primo anno da cadetta prende parte ai campionati italiani under 16, vincendo la medaglia di bronzo sui 300 m (14ª con la staffetta 4x100 m).
Dopo essere stata assente ai nazionali cadette del 2010, l'anno seguente si laurea vicecampionessa italiana allieve sui 400 m sia indoor che all'aperto.
Nel 2012 vince il suo primo titolo italiano giovanile, ai campionati italiani allieve indoor sui 400 m ed all'aperto si conferma vicecampionessa nazionale sulla stessa distanza.
Agli Europei juniores di Rieti nel 2013 affronta sia la gara individuale (fuori in batteria sui 400 m) che la prova in staffetta (quinta nella finale della 4x400 m).
Nei campionati italiani juniores sui 400 m vince il titolo indoor, mentre all'aperto diventa vicecampionessa nazionale di categoria; disputa inoltre, al primo anno tra le under 20, la finale nei 400 m di entrambi gli assoluti, finendo sesta (indoor) ed ottava (outdoor).
Il 2014 la vede gareggiare come frazionista della 4x400 m negli Stati Uniti d'America ai Mondiali juniores di Eugene dove non riesce ad accedere alla finale, fermandosi in batteria.
In Italia invece sui 400 m vince il titolo nazionale juniores indoor e si conferma vicecampionessa all'aperto.
Durante il 2015 vince tre medaglie sui 400 m ai campionati nazionali: oro agli under 23 indoor, bronzo sia agli universitari (quinta nei 200 m e non partita con la 4x400 m) che agli italiani promesse; invece agli assoluti non supera la batteria né indoor né outdoor (entrambe le volte seconda delle escluse dalla finale).
In ambito internazionale giovanile, gareggia sui 400 m agli Europei under 23 di Tallinn (Estonia) uscendo in batteria.
Nel giugno del 2016 ai campionati italiani promesse vince il suo primo titolo all'aperto nei 400 m (sulla stessa distanza corsa al coperto invece aveva chiuso sesta ai nazionali under 23).
Invece agli italiani assoluti, sia indoor che outdoor, non riesce ad andare oltre la batteria dei 400 m (la prima esclusa dalla finale al coperto e la seconda all’aperto).
La stagione indoor del 2017 la apre vincendo il 5 febbraio il titolo italiano promesse indoor nei 400 m, sorpassando in volata nelle ultime decime di metri la campionessa uscente Ayomide Folorunso e battendola di solo 8 centesimi; finisce poi sesta con la 4x200 m. Agli assoluti al coperto la Folorunso si prende la rivincita: il 19 febbraio conferma infatti il titolo dell'anno prima sui 400 m ed invece la Pasquale le arriva subito dietro (distante quasi mezzo secondo), vincendo così l'argento (prima medaglia agli assoluti per lei che termina poi nona con la 4x200 m).
Il 5 marzo esordisce con la maglia della Nazionale assoluta in occasione degli Europei indoor di Belgrado in Serbia: viene schierata come prima frazionista della staffetta 4x400 metri in cui consegna, dopo il doppio giro di pista, il testimone a Maria Enrica Spacca che fa altrettanto dandolo a Maria Benedicta Chigbolu che dopo un altro doppio giro di pista lo affida all'ultima frazionista, Ayomide Folorunso, chiudendo la gara in quarta posizione a soltanto 77 centesimi dal bronzo della Nazionale ucraina.
È presente nella top ten delle liste italiane indoor all time dei 400 metri, nelle 4 categorie in cui si disputano i campionati nazionali al coperto: decima tra le seniores, terza promesse, settima juniores e terza allieve.
È allenata da Tonino Ferro.

## Progressione

### 400 metri piani
| Stagione | Tempo | Luogo    | Data      | Rank. Mond. |
| -------- | ----- | -------- | --------- | ----------- |
| 2018     | 54"52 | Matera   | 21-7-2018 | 712º        |
| 2017     | 56"66 | Bergamo  | 6-5-2017  | -           |
| 2016     | 54"02 | Rieti    | 24-6-2016 | -           |
| 2015     | 54"54 | Rieti    | 13-6-2015 | -           |
| 2014     | 55"34 | Torino   | 7-6-2014  | -           |
| 2013     | 55"08 | Bari     | 4-5-2013  | -           |
| 2012     | 55"24 | Frascati | 20-6-2012 | -           |
| 2011     | 57"18 | Bari     | 14-5-2011 | -           |

### 400 metri piani indoor
| Stagione | Tempo | Luogo  | Data      | Rank. Mond. |
| -------- | ----- | ------ | --------- | ----------- |
| 2017     | 53"24 | Ancona | 5-2-2017  | 134º        |
| 2016     | 54"97 | Ancona | 24-1-2016 | -           |
| 2015     | 54"91 | Ancona | 8-2-2015  | -           |
| 2014     | 56"03 | Ancona | 18-1-2014 | -           |
| 2013     | 54"83 | Ancona | 16-2-2013 | -           |
| 2012     | 55"39 | Ancona | 18-2-2012 | -           |
| 2011     | 57"91 | Ancona | 12-2-2011 | -           |

## Palmares
| Anno | Manifestazione    | Sede     | Evento      | Risultato | Tempo   | Note  |
| ---- | ----------------- | -------- | ----------- | --------- | ------- | ----- |
| 2013 | Europei juniores  | Rieti    | 400 m piani | Batteria  | 55"27   | [ 6 ] |
| 2013 | Europei juniores  | Rieti    | 4x400 m     | 5ª        | 3'37"61 | [ 6 ] |
| 2014 | Mondiali juniores | Eugene   | 4x400 m     | Batteria  | 3'43"06 | [ 7 ] |
| 2015 | Europei under 23  | Tallinn  | 400 m piani | Batteria  | 55"49   | [ 8 ] |
| 2017 | Europei indoor    | Belgrado | 4×400 m     | 4ª        | 3'32"87 | [ 9 ] |

## Campionati nazionali
- 2 volte campionessa promesse indoor nei 400 m (2015, 2017)
- 1 volta campionessa promesse nei 400 m (2016)
- 2 volte campionessa juniores indoor nei 400 m (2013, 2014)
- 1 volta campionessa allieve indoor nei 400 m (2012)

2009
- Bronzo ai Campionati italiani cadetti e cadette, (Desenzano del Garda), 300 m - 41"50[10]
- 14ª ai Campionati italiani cadetti e cadette, (Desenzano del Garda), 4x100 m - 56"36[11]

2011
- Argento ai Campionati italiani allievi-juniores-promesse indoor, (Ancona), 400 m - 58"12[12]
- Argento ai Campionati italiani allievi e allieve, (Rieti), 400 m - 57"33[13]

2012
- Oro ai Campionati italiani allievi e juniores indoor, (Ancona), 400 m - 55"39 [14]
- Argento ai Campionati italiani allievi e allieve, (Firenze), 400 m - 55"73[15]

2013
- Oro ai Campionati italiani allievi e juniores indoor, (Ancona), 400 m - 55"24[16]
- 6ª ai Campionati italiani assoluti e promesse indoor, (Ancona), 400 m - 55"94[17]
- Argento ai Campionati italiani juniores e promesse, (Rieti), 400 m - 55"24[18]
- 8ª ai Campionati italiani assoluti, (Milano), 400 m - 55"97[19]

2014
- Oro ai Campionati italiani juniores e promesse indoor, (Ancona), 400 m - 56"34[20]
- Argento ai Campionati italiani juniores e promesse, (Torino), 400 m - 55"34 [21]

2015
- Oro ai Campionati italiani juniores e promesse indoor, (Ancona), 400 m - 54"91 [22]
- In batteria ai Campionati italiani assoluti indoor, (Ancona), 400 m - 55"77[23]
- Bronzo ai Campionati nazionali universitari, (Fidenza), 400 m - 55"55[24]
- 5ª ai Campionati nazionali universitari, (Fidenza), 200 m - 24"90[25]
- In finale ai Campionati nazionali universitari, (Fidenza), 4x400 m - dns[26]
- Bronzo ai Campionati italiani juniores e promesse, (Rieti), 400 m - 54"54 [27]
- In batteria ai Campionati italiani assoluti, (Torino), 400 m - 54"79[28]

2016
- 6ª ai Campionati italiani juniores e promesse indoor, (Ancona), 400 m - 58"73[29]
- In batteria ai Campionati italiani assoluti indoor, (Ancona), 400 m - 55"53[30]
- Oro ai Campionati italiani juniores e promesse, (Bressanone), 400 m - 54"09[31]
- In batteria ai Campionati italiani assoluti, (Rieti), 400 m - 54"02 [32]

2017
- Oro ai Campionati italiani juniores e promesse indoor, (Ancona), 400 m - 53"24 [33]
- 6ª ai Campionati italiani juniores e promesse indoor, (Ancona), 4x200 m - 1'46"64[34]
- Argento ai Campionati italiani assoluti indoor, (Ancona), 400 m - 53"80[35]
- 9ª ai Campionati italiani assoluti indoor, (Ancona), 4x200 m - 1'42"29[36]

## Altre competizioni internazionali
2012
- 5ª nell'Incontro internazionale juniores indoor Francia-Germania-Italia, ( Val-de-Reuil), 400 m - 56"57[37]
- Argento nell'Incontro internazionale juniores indoor Francia-Germania-Italia, ( Val-de-Reuil), 4x200 m - 1'42"92[37]

2013
- Oro nell'Incontro internazionale juniores indoor Italia-Francia-Germania, ( Ancona), 400 m - 55"56[6]
- Bronzo nell'Incontro internazionale juniores indoor Italia-Francia-Germania, ( Ancona), 4x200 m - 1'40"28[6]

2014
- Bronzo nell'Incontro internazionale juniores indoor Francia-Germania-Italia, ( Halle), 400 m - 57"05[7]